# Personent Hodie
Personent Hodie är en medeltida psalm, som fortfarande ofta sjungs som julsång av körer och dylikt runt jul. Texten är på latin och börjar med raderna "Personent hodie, voces puerulae". Sången ingår i svensk översättning av Anders Frostenson med inledning "Lagd på strå i en stall" i Den svenska psalmboken med nummer 434. Den tredje versen börjar med:
Magi tres venerunt parvulum inquiunt.